# Monotaxis grandoculis
Monotaxis grandoculis är en fiskart som först beskrevs av Forsskål, 1775.  Monotaxis grandoculis ingår i släktet Monotaxis och familjen Lethrinidae. Inga underarter finns listade i Catalogue of Life.